# 蹇家坡乡
蹇家坡乡，是中华人民共和国湖南省张家界市桑植县下辖的一个乡镇级行政单位。

## 行政区划
蹇家坡乡下辖以下地区：
洗泡河村、雷家坡村、王家塔村、宵淇池村、蹇家坡村、南门坡村、芦茅坪村、药厂村、李家村、燕落界村、茶园村民委员会、老村和赵家塔村。